# Монастырь Бирклинген
Монастырь Бирклинген (нем. Kloster Birklingen) — бывший августинский монастырь, располагавшийся на территории одноимённого района баварской городской общины Ипхофен (Нижняя Франкония) и относившийся к архиепархии Бамберга; был основан в 1459 году по инициативе епископа Иоганна фон Грумбаха — распущен в 1546.

## История и описание

### Основание
Предыстория монастыря впервые упоминается в работах аббата Иоганна Тритемия: священнослужитель записал легенду, о том как в районе Бирклинген, в лесу, была найдена икона Девы Марии; её перенесли в небольшую часовню. Сама монастырская летопись напрямую не называет данное событие, но сообщает, что примерно в 1455 году в его часовню было помещено изображение Марии (Пьета), вскоре начавшее «творить чудеса». Поток паломников постоянно увеличивался и уже в 1457 году епископ Вюрцбургский Иоганн III начал собирать средства для расширения церкви. Уже через год, 24 мая 1458 года, был заложен первый камень в основание нового храма — в церемонии принял участие епископ Йоханнес Хуттер.
Епископ Иоганн фон Грумбах начал планировать постройку монастыря в городе Бирклинген, ставшим местом сбора паломников. Монастырская летопись называет фактическую дату основания по булле папы Пия II — от 16 апреля 1459 года. Однако некоторое время после этого обитель пустовала. Между тем, Баварская война 1459—1463 годов привела ко вторжению в новую обитель, произошедшему 25 апреля 1462 года — несмотря на охранную грамоту. Монахи бежали в Ипхофен, а главные здания монастыря благополучно пережили пожар. Только в августе 1462 года монахи смогли вернуться в обитель и начали восстанавливать разрушенное хозяйство. 24 апреля 1463 года монастырь получил независимость: каноники получили право сами выбирать себе приора. 18 сентября 1463 года была освящена новая монастырская церковь, а 24 декабря в ней состоялось первое богослужение. Укрепление монастыря привело к росту паломничества в регион.
Последующие годы исследователи называли кратким периодом расцвета монастырской жизни: он расширял свои владения, обретал влияние и приобретал реликвии. Так графы Кастели начали использовать монастырскую церковь в качестве места захоронения для своей семьи. Упадок монастыря начался при настоятеле Михаэле Визандте: уже 14 февраля 1524 года жители Ипхофена разграбили монастырский винный погреб, располагавшийся в самом городе. Год спустя, в апреле 1525, монастырю поступили угрозы — от него требовали передать его запасы зерна окрестному населению. 3 мая жители города разграбили и сожгли монастырские здания, включая паломническую церковь Святой Марии.
9 января 1526 года приор Михаил передал все монастырские ценности епископу Конраду II — за что получил для себя и своих монахов пенсию в размере 583 гульденов в год. Однако папа Климент VII расторг данный договор — и призвал вновь заселить опустошённый монастырь. В 1527 году монахи попытались восстановить монастырь, но уже в 1542 году монастырское имущество было передано епископству, а 22 февраля 1546 года монахи получили разрешение покинуть обитель — это положило конец истории аббатства Бирклинген. Причинами неудачи в восстановлении назывались как обширное разрушение монастыря и нехватка людей, так и возобновившееся противостояние между монахами и крестьянами.